# Takecallis taiwanus
Takecallis taiwanus är en insektsart. Takecallis taiwanus ingår i släktet Takecallis och familjen långrörsbladlöss. Inga underarter finns listade i Catalogue of Life.